# Ranunculus serpens
Ranunculus serpens är en ranunkelväxtart som beskrevs av Franz von Paula Schrank. Ranunculus serpens ingår i släktet ranunkler, och familjen ranunkelväxter. Inga underarter finns listade i Catalogue of Life.